# Слабеево
Слабеево — деревня в Череповецком районе Вологодской области.
Входит в состав Абакановского сельского поселения, с точки зрения административно-территориального деления — в Абакановский сельсовет.
Расстояние по автодороге до районного центра Череповца — 38 км, до центра муниципального образования Абаканово — 5 км. Ближайшие населённые пункты — Сандалово, Аксеново, Еремеево, Михайлово.
По переписи 2002 года население — 30 человек (14 мужчин, 16 женщин). Всё население — русские.

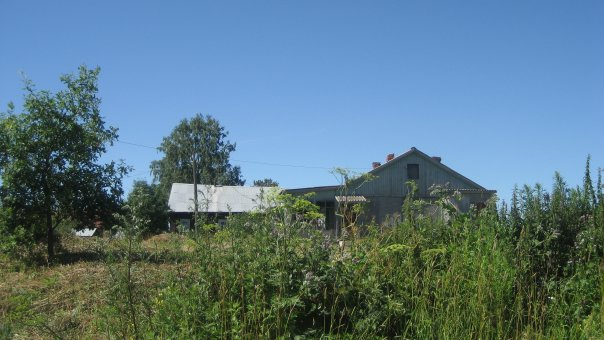
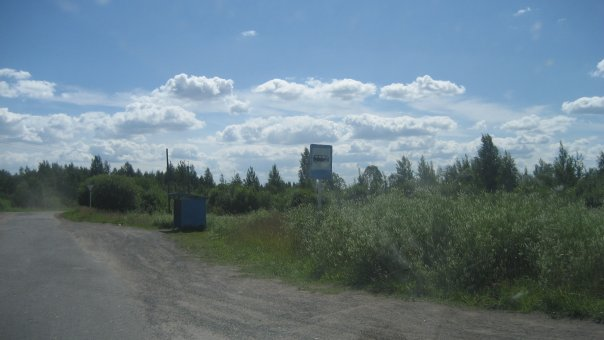
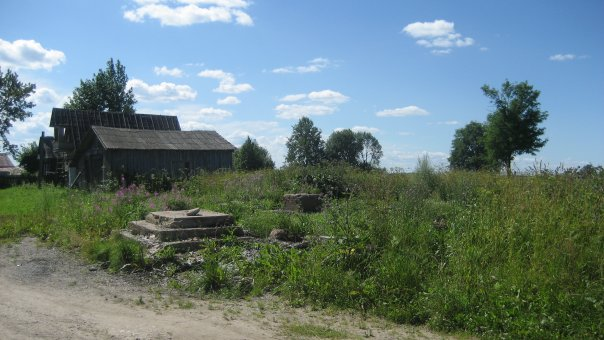